# Beautiful (bài hát của Christina Aguilera)
"Beautiful" là bài hát bởi ca sĩ-người viết bài hát người Mỹ Christina Aguilera. Bài hát được Linda Perry sáng tác và sản xuất cho album phòng thu thứ tư của Aguilera, Stripped (2002). Ca khúc mang thể loại nhạc pop và được viết ở giọng E giáng trưởng. Lời bài hát có ý nghĩa không nên vì lời bình phẩm của những người khác mà trở nên mất tự tin, mà thay vào đó hãy chú ý vẻ đẹp nội tâm.
"Beautiful" được hãng thu âm RCA gửi tới các đài phát tại Mỹ ngày 16 tháng 10 năm 2002 và sau đó tiếp tục phát hành tại các lãnh thổ khác vào tháng 1 năm 2003, dưới dạng đĩa đơn thứ hai trích từ album. Ca khúc đã nhận được nhiều đánh giá tích cực từ phía phê bình, cho rằng đó là điểm nhấn của album Stripped. "Beautiful" đã mang về cho Christina một giải Grammy ở hạng mục "Trình diễn giọng pop nữ xuất sắc nhất" năm 2004.
"Beautiful" đã đạt được thành công vang dội, đứng đầu bảng xếp hạng của các quốc gia Úc, Canada, New Zealand, Ireland, Liên hiệp Anh và lọt vào tốp năm bảng xếp hạng của các quốc gia Mỹ, Áo, Bỉ, Đức, Na Uy cùng rất nhiều quốc gia khác. Tới nay, ca khúc đã tiêu thụ được 1,5 triệu bản tại Mỹ và 4,6 triệu bản toàn thế giới. Video âm nhạc của bài hát đã được đạo diễn bởi Jonas Åkerlund.

## Nhạc lý
"Beautiful" là một bản nhạc pop mang hơi hướng ballad cổ điển viết trên nền nhạc soul với giai điệu chầm chậm của đàn cello. Bài hát được viết chủ yếu ở nốt E♭ major với chất giọng của Aguilera trải dài từ B♭3 đến G♭5 kết hợp cùng kĩ thuật melisma điêu luyện. Đây là một trong những bài hát của Aguilera có sử dụng nhiều nhạc cụ nhất gồm cello, piano, violin và trống.
Thật sự Linda Perry đã viết "Beautiful" từ rất lâu trước khi được công chúng biết đến. Người đầu tiên được nghe bài hát này chính là Pink. Sau khi nghe xong, cô cảm thấy rất thích bởi ca từ mang đậm ý nghĩa nhân quyền và muốn nó trở thành một track trong album M!ssundaztood của mình. Nhưng Perry không chấp nhận vì muốn giữ bài hát cho sự nghiệp riêng. Ít lâu sau, khi hợp tác thu âm album Stripped, Perry lại một lần nữa giới thiệu "Beautiful" với Aguilera và Aguilera chính là người thứ hai được thưởng thức nó. Cũng như Pink, Aguilera cũng bị cuốn hút bởi giai điệu và ca từ của bài hát, cô cố gắng thuyết phục Perry cho mình thu âm nó song Perry vẫn từ chối. Nhưng sau khi nghe Aguilera thể hiện "Beautiful", Perry đã có ý nghĩ khác. Cô thật sự bị mê hoặc bởi giọng hát điêu luyện của Aguilera mà theo Perry thì "không ai có thể trình bày tuyệt vời và hoàn hảo hơn thế". Thế là hai người quyết định thu âm ca khúc này.

## Phát hành
Theo sự sắp đặt của Perry thì "Beautiful" sẽ được chọn làm đĩa đơn đầu tiên nhưng sau đó Aguilera đã chọn "Dirrty" để thay thế vị trí đó. Hãng RCA Records cũng đồng tình với ý tưởng đó vì họ cho rằng "Dirrty" sẽ đánh dấu bước ngoặt trưởng thành trong phong cách và hình ảnh của Aguilera trong Stripped. Sau sự thất bại của "Dirrty" trên Billboard Hot 100, "Beautiful" được phát hành nhanh chóng và đã gặt hát được nhiều thành công. Bài hát đạt vị trí #2 trên Billboard và ở trên Top 40 suốt 24 tuần. Bài hát thật sự thành công khi đồng loạt đạt vị trí #1 ở Anh, Úc, Canada và nhiều nước khác trên thế giới.
"Beautiful" cũng được đánh giá rất cao bởi các nhà phê bình âm nhạc, đem về cho Aguilera một giải Grammy 2004 ở hạng mục Nữ ca sĩ trình diễn Pop xuất sắc nhất và Perry một đề cử ở hạng mục Bài hát của năm. Bài hát còn xếp vị trí #2 trong Top 100 bài hát hay nhất năm 2004 do tạp chí Rolling Stone tổ chức. Đồng thời đứng thứ 18 trong số các bài ca vĩ đại nhất thập niên 2000. Video của "Beautiful" cũng thành công không kém khi đoạt rất nhiều giải thưởng trên thế giới cho Video xuất sắc nhất.

## Video clip

Aguilera trong video "Beautiful"

Video clip được đạo diễn bởi Jonas Åkerlund, là một trong những video thành công nhất của Aguilera trên TRL. Video lần đầu tiên lọt vào Top 10 TRL ở vị trí #2 vào ngày 9 tháng 12 năm 2002 và sau đó leo lên vị trí #1. Video ở trên bảng xếp hạng 50 ngày và đạt vị trí #1 ở hầu hết các bảng xếp hạng của kênh MTV.
Video bắt đầu khi Aguilera nói câu "Don't look at me" và hình ảnh một bông hoa hướng dương tàn úa, khô héo. Tiếp theo sau đó là cảnh Aguilera hát một mình trong căn phòng trống. Ở những cảnh tiếp theo, ống kính tập trung vào những con người khác nhau trong xã hội nhưng có cùng một niềm trăn trở về cái đẹp, về lối sống tốt. Đó là một cậu bé cố gắng tập cử tạ vì muốn có một thân hình đẹp, cải thiện sự còi cọc của mình. Một cô gái gầy nhom nhìn mình trong gương thất vọng vì thân hình của mình đến nỗi đập vỡ gương. Một cô gái khác cũng có số phận như thế, tức giận cô xé toạc tờ tạp chí ném vào lửa chỉ vì mình không đẹp bằng những người phụ nữ trong ảnh. Một chàng trai với kiểu tóc kì dị trên xe bus bị sự chê cười thẳng thừng của mọi người chỉ vì có phong cách lập dị. Video khá nhạy cảm khi đề cập đến vấn đề đồng tính. Có một cảnh hai người đàn ông đồng tính hôn nhau thắm thiết trước sự kinh tởm của người xung quanh. Và một cảnh là một người đàn ông trang điểm và mặc trang phục phụ nữ trong phòng tối. Gần đến đoạn cuối bài hát thì các nhân vật trong video đã có một nhận định đúng đắn về cái đẹp, về lối sống tốt: "We are beautiful no matter what they say... We are beautiful in every single way". Kết thúc video cũng là một hình ảnh một bông hoa hướng dương như ở phần đầu nhưng tươi tắn và rực rỡ hơn. Hình ảnh này tạo sự liên kết và góp phần quan trọng trong việc truyền tải thông điệp bài hát đến mọi người.

## Xếp hạng
| Bảng xếp hạng (2002–03)               | Vị trí cao nhất |
| ------------------------------------- | --------------- |
| Anh Quốc (OCC)                        | 1               |
| Áo (Ö3 Austria Top 40)                | 5               |
| Bỉ (Ultratop 50 Flanders)             | 3               |
| Bỉ (Ultratop 50 Wallonia)             | 18              |
| Canada Canadian Singles Chart         | 1               |
| Đan Mạch (Tracklisten)                | 9               |
| Đức (GfK)                             | 4               |
| Hà Lan (Single Top 100)               | 4               |
| Hà Lan (Dutch Top 40)                 | 2               |
| Hoa Kỳ Billboard Hot 100              | 2               |
| Hoa Kỳ Pop Airplay (Billboard)        | 1               |
| Hoa Kỳ Dance Club Songs (Billboard)   | 1               |
| Hoa Kỳ Adult Contemporary (Billboard) | 1               |
| Hoa Kỳ Rhythmic Top 40 (Billboard)    | 13              |
| Hungary (Rádiós Top 40)               | 6               |
| Ireland (IRMA)                        | 1               |
| Na Uy (VG-lista)                      | 5               |
| New Zealand (Recorded Music NZ)       | 1               |
| Pháp (SNEP)                           | 27              |
| Romania (Romanian Top 100)            | 1               |
| Thụy Điển (Sverigetopplistan)         | 3               |
| Thụy Sĩ (Schweizer Hitparade)         | 7               |
| Hoa Kỳ Latin Pop Songs (Billboard)    | 38              |
| Úc (ARIA)                             | 1               |
| Ý (FIMI)                              | 8               |

| Bảng xếp hạng (2012)  | Vị trí cao nhất |
| --------------------- | --------------- |
| Hàn Quốc (Gaon Chart) | 181             |

| Bảng xếp hạng (2003)        | Vị trí cao nhất |
| --------------------------- | --------------- |
| Anh UK Singles Chart        | 23              |
| Áo Ö3 Austria Top 40        | 45              |
| Đức Media Control Charts    | 56              |
| Hà Lan Dutch Top 40         | 35              |
| Hoa Kỳ Billboard Hot 100    | 16              |
| Irish Singles Chart         | 16              |
| New Zealand RIANZ           | 3               |
| Thụy Điển Sverigetopplistan | 27              |
| Thụy Sĩ Hitparade           | 66              |
| Úc ARIA Charts              | 24              |

## Chứng nhận
| Quốc gia                                                                           | Chứng nhận | Số đơn vị/doanh số chứng nhận |
| ---------------------------------------------------------------------------------- | ---------- | ----------------------------- |
| Anh Quốc (BPI)                                                                     | Bạc        | 355.000                       |
| Hoa Kỳ (RIAA)                                                                      | Bạch kim   | 1.500.000                     |
| New Zealand (RMNZ)                                                                 | Vàng       | 5.000*                        |
| Úc (ARIA)                                                                          | Bạch kim   | 70.000^                       |
| * Chứng nhận dựa theo doanh số tiêu thụ. ^ Chứng nhận dựa theo doanh số nhập hàng. |            |                               |